# William Hanna
William Denby Hanna (født 14. juli 1910, død 22. marts 2001) var en amerikansk animator, filmproducent og stemmeskuespiller.
Han begyndte i 1940 at arbejde med kollegaen Joseph Barbera på Metro-Goldwyn-Mayer Cartoon Studio, og skabte sammen med ham serien Tom & Jerry. William Hanna lagde stemme til titelfigurerne, både med effekter og de få gange, de taler. Hans lydeffekter bruges stadig i de nyere Tom & Jerry-serier. I 1957 lukkede MGM sit animationsstudie og med det også Tom & Jerry. Samme år blev animationsstudiet Hanna-Barbera Productions grundlagt, hvor serien blev vakt til live igen. Frem til dets lukning i 2001 producerede studiet også andre kendte serier såsom Familien Flintstone, Huckleberry Hound, Familien Jetson, Yogi Bjørn og Scooby-Doo, hvor er du!
Tom & Jerry vandt syv Oscars, mens Hanna og Barbera blev nomineret til to andre og vandt otte Emmy-priser. Deres tegnefilm og figurer er blevet til kulturelle ikoner, og har optrådt i andre medier såsom film, bøger og legetøj. Hanna og Barberas tegnefilm havde i deres storhedstid i 1960'erne et verdensomspændende publikum på over 300 millioner seere og er blevet oversat til mere end 28 sprog.